# Beipanjiang-Brücke (Autobahn Hangzhou-Ruili)

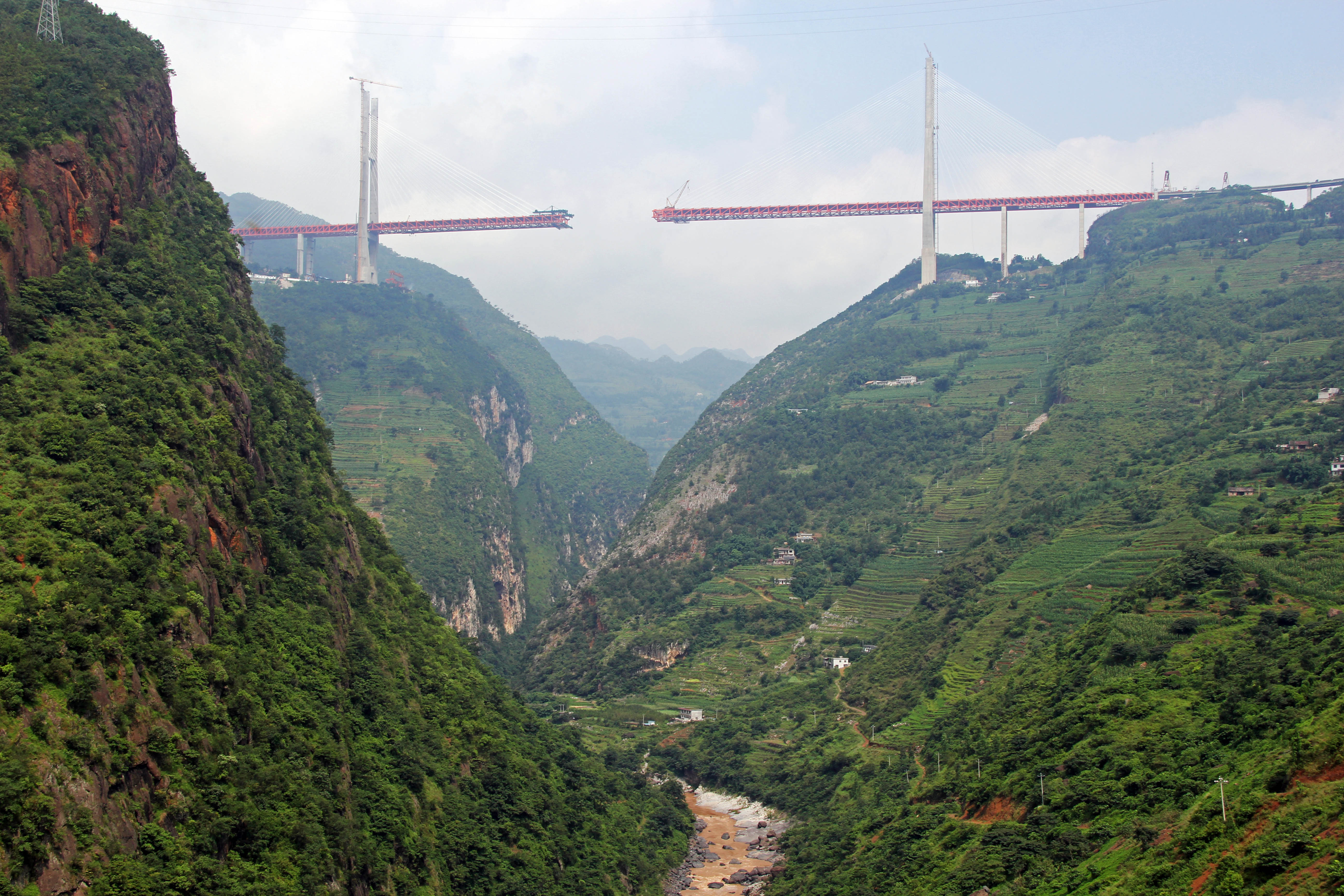
Die Brücke im Bau (2016)

Die Beipanjiang-Brücke (chinesisch 北盘江特大桥, Pinyin Běipánjiāng Tèdàqiáo; im Chinesischen auch mit der Bezeichnung Nizhu He Daqiao 尼珠河大桥 „Große Nizhu-He-Brücke“; im Englischen auch Duge Bridge nach der gleichnamigen Gemeinde im Kreis Shuicheng) ist eine 1341 m lange Schrägseilbrücke in China, die mit ihrer Höhe von 565 m über dem Talgrund die Siduhe-Brücke sowie die Pulibrücke als höchste Brücke der Welt ablöste. Das letzte Teilstück wurde am 10. September 2016 eingefügt. Das Bauwerk wurde am 29. Dezember 2016 für den Verkehr freigegeben.

## Geographische Lage
Die Brücke liegt auf der Grenze zwischen den Provinzen Guizhou und Yunnan und überspannt das Tal des Beipan Jiang. Sie ist Teil der Autobahn Hangzhou-Ruili (G56), die Liupanshui und Xuanwei miteinander verbindet. Die Fahrzeit zwischen diesen Städten soll sich durch den Neubau dieser Straße von fünf auf weniger als zwei Stunden verkürzen.

## Konstruktion und technische Daten

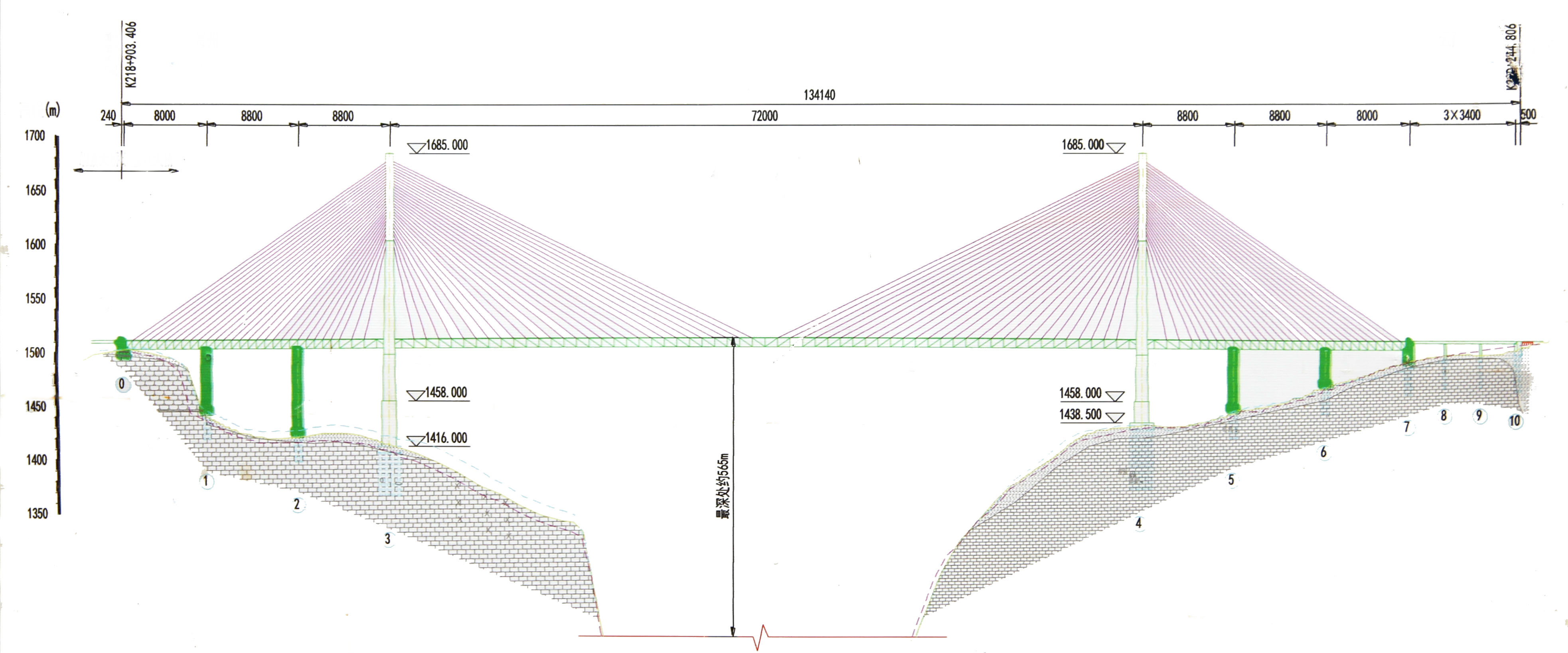
Konstruktionszeichnung

Die Bauarbeiten begannen im Jahr 2012 mit der Errichtung der Stahlbeton-Pylone. Der östliche Hauptpylon erreicht eine Höhe von 269 m, der westliche 247 m.  Bei einer Gesamtlänge von 1341 m liegt die maximale Spannweite bei 720 m. Der von Schrägseilen gehaltene, 1232 m lange Fahrbahnträger ist eine stählerne Fachwerkkonstruktion. An sie schließt sich eine 102 m lange Balkenbrücke aus Beton an. Die Fahrbahn führt in 565 m Höhe über den Fluss.